# Джерард Девіс
Джерард Девіс (англ. Gerard Davis, нар. 25 вересня 1977) — новозеландський футболіст, що грав на позиції захисника.

## Клубна кар'єра
Девіс навчався у Стенфордському університеті в Каліфорнії до 1998 року, граючи за місцеву футбольну команду «Стенфорд Кердінал» у студентській лізі США. В подальшому повернувся на батьківщину і з 2000 по 2002 рік грав у складі команди «Футбол Кінгз», що виступала у чемпіонаті Австралії.
У 2002 році він провів один сезон за фінський клуб «Тампере Юнайтед», за який зіграв вісім ігор, після чого виступав на батьківщині за невеличкий нижчоліговий клуб «Вестерн Сабербс».
Своєю грою за останню команду привернув увагу представників тренерського штабу клубу «Вайтакере Юнайтед», до складу якого приєднався 2004 року. Відіграв за команду з Вайтакере наступні два сезони своєї ігрової кар'єри.
Завершив ігрову кар'єру у нижчоліговому клубі «Гленфілд Роверз», за який виступав протягом 2007—2009 років.

## Виступи за збірну
21 червня 2000 року дебютував в офіційних матчах у складі національної збірної Нової Зеландії в матчі групового етапу кубка націй ОФК 2000 року у Французькій Полінезії проти Вануату (3:1). Джерард зіграв на турнірі два матчі, але його команда поступилась австралійцям у фіналі і здобула лише «срібло».
За два роки на домашньому Кубку націй ОФК 2002 року Девіс здобув титул переможця турніру, зігравши в усіх п'яти матчах. Це дозволило збірній і Джерарду поїхати на розіграш Кубка конфедерацій 2003 року. На турнірі у Франції захисник взяв участь у всіх трьох матчах, але новозеландці всі їх програли і не вийшли з групи.
Через кілька місяців після того турніру він востаннє зіграв у національній команді, це відбулось 12 жовтня 2003 року в товариській грі проти Ірану (0:3). Всього протягом кар'єри у національній команді, яка тривала 4 роки, провів у її формі 23 матчі.

## Титули і досягнення
- Володар Кубка націй ОФК: 2002
- Срібний призер Кубка націй ОФК: 2000